# McCallum (Terre-Neuve-et-Labrador)
Pour les articles homonymes, voir McCallum.
McCallum est une localité canadienne située sur l'île de Terre-Neuve dans la province de Terre-Neuve-et-Labrador.
McCallum tire son nom de sir Henry Edward McCallum, gouverneur colonial de Terre-Neuve-et-Labrador de 1899 à 1901.
Les eaux autour de McCallum sont exploitées depuis au moins le XVIe siècle. Cependant, aucun peuplement permanent n’existera jusqu’après la guerre de Sept Ans, après 1816. Lorsque les Français prennent possession des îles de Saint-Pierre-et-Miquelon, les Anglais forcé de trouver de nouvelles maisons et regarda juste au nord, sur la côte sud de Terre-Neuve.
C'est à cette époque que le capitaine James Cook a été nommé arpenteur marin de Terre-Neuve et a cartographié en détail le littoral et les eaux autour de McCallum afin de créer une frontière permettant aux Français de continuer à pêcher.
À la suite de la réinstallation, la communauté a grandi et a accueilli des membres des communautés environnantes telles que Pushthrough, Muddy Hole, Indian Cove, Lock's Cove, Richards Harbour, Great Jervais et Mosquito.
Dans le passé, il n'y avait qu'une passerelle boueuse ou en terre. Il existe aujourd'hui une passerelle en bois et deux grandes routes en béton. La marche reste le principal moyen de transport terrestre dans la communauté. Les VTT sont devenus assez populaires, cependant.